# دان ويلر (لاعب كرة قاعدة)
دان ويلر (بالإنجليزية: Dan Wheeler) هو لاعب كرة قاعدة أمريكي، ولد في 10 ديسمبر 1977 في وارويك في الولايات المتحدة.

## وصلات خارجية
- دان ويلر على موقع دوري كرة القاعدة الرئيسي (الإنجليزية)
- دان ويلر على موقعبيزبول رفرنس.كوم (الدوري الرئيسي) (الإنجليزية)
- دان ويلر على موقعبيزبول رفرنس.كوم (الدوري الثانوي) (الإنجليزية)
- دان ويلر على موقع إي إس بي إن.كوم (أم.أل.بي) (الإنجليزية)
- دان ويلر على موقع مشجعي الرسوم البيانية (الإنجليزية)